# Roberto Malenotti
Roberto Malenotti (Pisa, 6 giugno 1939) è un regista e sceneggiatore italiano.

## Biografia
È figlio del produttore cinematografico Maleno Malenotti, vittima di un rapimento nel 1976 e mai liberato.
Lavora sia nel cinema che nella televisione. Ha anche diretto il famoso spot della Coca Cola "I'd Like to Buy the World a Coke" ("Vorrei cantare insieme a voi" nella versione italiana), girato nel 1971 in Italia.

## Filmografia

### Regista e sceneggiatore
- Le schiave esistono ancora (1964)
- Cenerentola '80 (1984)
- Colpo di fulmine – film TV (2010)

### Regista
- Le sorelle (1969)
- Skipper – miniserie TV (1984)
- Ellepi – miniserie TV (1987)
- Liberate mio figlio – film TV (1991)

### Aiuto regista
- Arabella, regia di Mauro Bolognini (1967)
- Storia di una donna, regia di Leonardo Bercovici (1970)

### Produttore
- Cenerentola '80, regia di Roberto Malenotti (1984)